# Balla Wielka (gmina)
Balla Wielka – dawna gmina wiejska istniejąca do 1939 roku w woj. białostockim (obecnie na Białorusi). Nazwa gmin pochodzi od wsi Balla Kościelna, lecz siedzibą gminy był początkowo Wandzin, a następnie Łojki.
Za Królestwa Polskiego gmina należała do powiatu augustowskiego w guberni suwalskiej. 19 maja?/31 maja 1870 do gminy przyłączono kilka wsi z gminy Wołłowiczowce, w tym same same Wołłowiczowce (ponieważ nie zmieniono nazwy gminy Wołłowiczowce na Sopoćkinie (od jej nowej siedziby), powstała paradoksalna sytuacja, kiedy to gmina ta pozostała przy nazwie pochodzącej od wsi, która już nie znajdowała się w jej granicach).
W okresie międzywojennym gmina Balla Wielka należała do powiatu augustowskiego w woj. białostockim.
13 kwietnia 1929 roku część obszaru gminy Balla Wielka (wsie: Nowosady i Kowniany) włączono do gminy Wołłowiczowce.
Po wojnie obszar gminy Balla Wielka wszedł w struktury administracyjne Związku Radzieckiego. Gmina Balla Wielka jest jedną z czterech gmin powiatu augustowskiego, które po wojnie znalazły się poza granicami Polski.

## Miejscowości
Miejscowości i osady na podstawie spisu powszechnego z 30 września 1921.
- Wsie: Balla Kościelna, Balla Solna, Bereżany, Bieliczany, Jatwieź, Kapłanowce, Kiełbaski, Kodziowce, Kowniany, Linki, Łojki, Mańkowce, Nowosady, Plebańskie, Płaskowce, Sambory, Skowronki, Skryniki, Sylwanowce, Szadzińce, Szembielowce, Szymkowce, Ulkowce, Wasaraby, Wasaraby (Wandzin), Wasilewicze, Wołowiczowce, Wójtowce, Zabreczany, Zagorany
- Folwarki: Balla Kownacka, Balla Sucha, Białe Błota, Eustachów, Hożka, Kapłanowce, Kiełbaski, Kodziowce, Kowniany, Płaskowce A, Płaskowce B, Sambory I, Sambory II, Skowronki, Szymkowce, Wójtowce
- Osady: Austeria, Popowskie
- Osady młyńskie: Hoża-Sylwanowce, Niemnowo

## Ludność
| Rok             | 1880 | 1909 | 1921 |
| --------------- | ---- | ---- | ---- |
| Liczba ludności | 4450 | 6920 | 5626 |